# Wydawnictwo seryjne

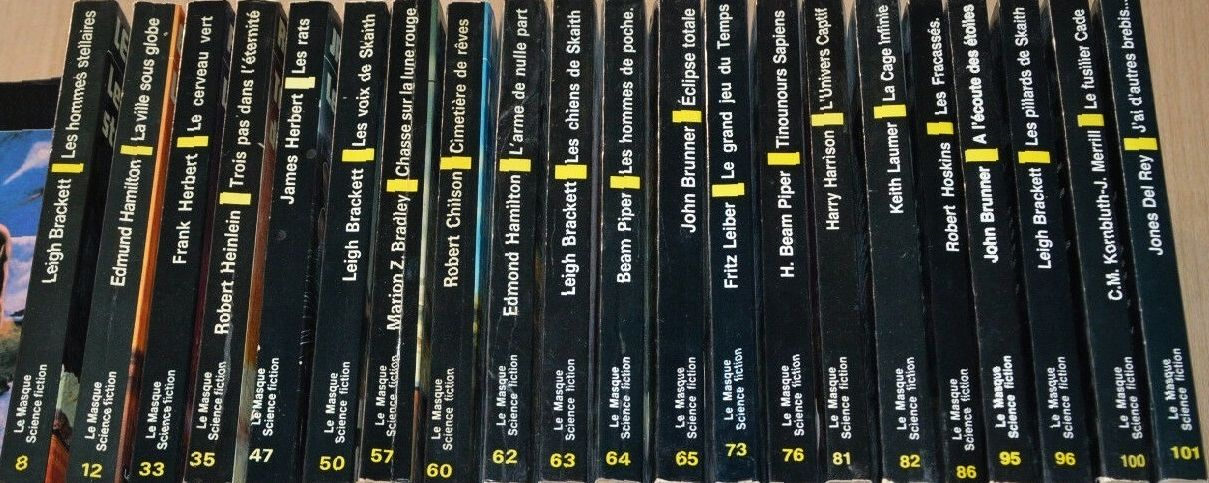
Książki fancuskie z serii Le Masque

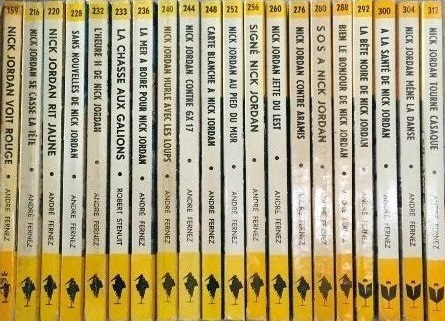
Książki francuskie z serii Pocket Marabout

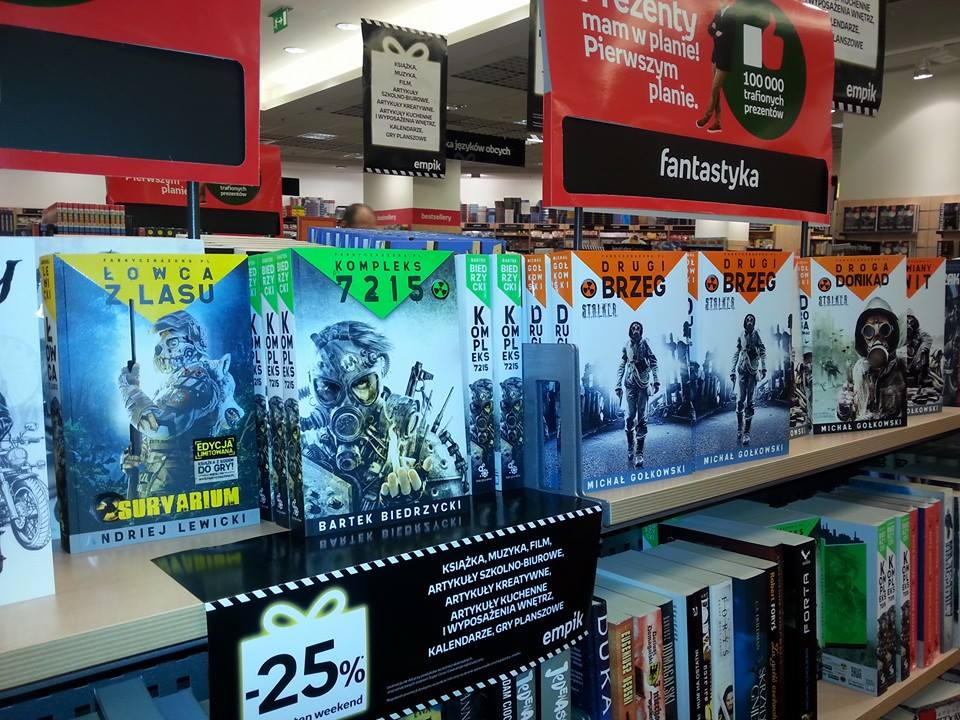
Książki polskie z serii Fabryczna Zona

Wydawnictwo seryjne (seria wydawnicza) – ciąg samoistnych publikacji wydawniczych, z których każda ma indywidualny tytuł i stanowi samodzielną jednostkę. Publikacje należące do serii są zwykle dziełami różnych autorów. Wydawnictwo seryjne łączą w całość: wspólny tytuł, szata graficzna, a niekiedy także numeracja.
Wydawnictwo seryjne, w odróżnieniu od cyklu wydawniczego, nie ma z góry zaplanowanej liczby pozycji, które zostaną wydane.

## Cechy charakterystyczne
Książki, które tworzą serię wydawniczą, przeważnie są powiązane tematyką, gatunkiem lub rodzajem. Inne ich wspólne cechy to:
- ten sam format (wymiary, rodzaj okładki),
- ujednolicona szata graficzna,
- zbliżona objętość (liczba stron),
- określona, zbliżona wysokość nakładu poszczególnych części,
- ukazywanie się w określonych lub nieregularnych odstępach czasu.

## Znaczenie serii wydawniczych

### Znaczenie serii wydawniczych dla wydawnictw
Wydawnictwa seryjne pozwalają na lepszą organizację pracy wydawnictw. Wynika to z faktu, że łatwiej można zaplanować wybór kolejnych dzieł, które zostaną opublikowane. Wydawnictwo może ponieść mniejsze ryzyko w przypadku kontynuacji wydawania serii cieszącej się sympatią czytelników. Dodatkowo szata graficzna oraz opracowanie edytorskie, wspólne dla poszczególnych serii, przyspiesza przygotowanie oraz wykonanie książek, a także obniża koszty produkcji.

### Znaczenie serii wydawniczych dla czytelników
Publikowanie wydawnictw seryjnych może także zachęcać nabywców do kompletowania całości serii i uzupełniania brakujących tomów, co przekłada się na zyski wydawnictw. Czytelnik może przyzwyczaić się do ciągłej i systematycznej lektury, jaką zapewnia seria wydawnicza. Dodatkowo w okresie PRL-u serie wydawnicze pełniły funkcję wychowawczo-edukacyjną i społeczno-kulturową, głównie w stosunku do młodszych czytelników.

## Przykłady wydawnictw seryjnych
Do wydawnictw seryjnych można zaliczyć m.in.:
- Literackie serie wydawnicze, prezentujące literaturę piękną, np. 
  - klasykę literatury (Biblioteka Narodowa wydawana przez Zakład Narodowy im. Ossolińskich),
  - literaturę współczesną (Współczesna Proza Światowa, Klub Interesującej Książki),
  - powieść kryminalną (np. Z jamnikiem, Ewa wzywa 07),
  - fantastykę (Fantastyka-Przygoda, Uczta Wyobraźni),
  - literaturę dziecięcą i młodzieżową (Poczytaj mi, mamo, Klub Siedmiu Przygód),
- Serie naukowe (Biblioteka Klasyków Filozofii, Rodowody Cywilizacji, Biblioteka Myśli Współczesnej)
- Serie popularnonaukowe (Świat się zmienia, Omega),
- Serie międzywydawnicze (Biblioteka Klasyki Polskiej i Obcej, Biblioteka Młodych),
- Serie komiksowe (np. seria komiksów o Batmanie lub Spider-Manie, wydawane w pojedynczych zeszytach);
- Serie wydawnicze sprzedawane razem z gazetami (Biblioteka „Gazety Wyborczej”, Klasycy Sztuki „Rzeczpospolitej”).